# Hans-Peter Friedländer
Hans-Peter Friedländer (* 6. November 1920 in Berlin; † 15. Juli 1999) war ein Schweizer Fussballspieler. Der Offensivspieler trat von 1942 bis 1952 in insgesamt 22 Länderspielen für die Schweizer Nationalmannschaft an und erzielte dabei elf Tore. Er wurde in den Jahren 1945, 1946 und 1951 Torschützenkönig in der Nationalliga A in der Schweiz.

## Karriere

### Vereine
Der in Berlin geborene Friedländer, Sohn eines jüdischen Deutschen, war als Fünfjähriger in die Schweiz gekommen und liess sich 1940 im Alter von 20 Jahren einbürgern. Sein erster Klub war der FC Diessenhofen, danach folgte der FC Schaffhausen, von dem er dann zum Grasshopper Club Zürich ging. Mit diesem gewann er dreimal (1941/42, 1942/43, 1945/46) den Schweizer Cup sowie dreimal (1941/42, 1942/43, 1944/45) die Schweizer Liga. Bei den ersten zwei Meisterschaftsgewinnen waren Torhüter Willy Huber, Severino Minelli, Alfred Bickel und Lauro Amado Mitspieler von Friedländer. Nach sechs Jahren bei den Grasshoppers wechselte er 1947 zu Lausanne-Sports. Er gewann dort 1950 den Schweizer Cup, 1951 die Liga. In Lausanne gewann er die Meisterschaft 1951 an der Seite von Torhüter Georges Stuber, Roger Bocquet und René Maillard. 1953 unterschrieb er bei Martigny-Sports und spielte dort für ein Jahr. Seine Karriere liess er danach beim Servette FC ausklingen.
Er schaffte es, dreimal zum Torschützenkönig der Schweizer Liga gekrönt zu werden. Friedländer war von Beruf Ingenieur. Laut Jung erlitt er im Laufe seiner Karriere acht Knochenbrüche. Sein Wechsel 1946 zu Lausanne wurde zum Politikum, weil er entgegen den damaligen Amateur-Bestimmungen ein Handgeld von 15'000 Franken kassiert haben soll. Er wurde für zwei Saisons gesperrt.

### Nationalmannschaft
Friedländer war von 1942 bis 1952 Teil der Schweizer Fussballnationalmannschaft. Er schoss zwölf Tore in insgesamt 22 Spielen, darunter zwei Spielen bei der WM 1950. Das letzte Kriegsländerspiel am 8. April 1945 gegen Frankreich endete vor 26'000 Zuschauern mit einem verdienten 1:0-Sieg der Schweizer. Den einzigen Treffer erzielte Friedländer, der erst fünf Jahre zuvor den Schweizer Pass erhalten hatte. Mit dem Länderspiel am 9. November 1952 in Augsburg gegen Deutschland (1:5) verabschiedete sich der Angreifer aus der «Nati». Er hatte für seine Mannschaft den Ehrentreffer erzielt. In den Reihen der DFB-Elf debütierten Horst Eckel und Hans Schäfer.